# Адашев Олексій Федорович
Адашев Олексій Федорович (рік і місце народження невідомі - 1561) — костромський дворянин, окольничий (з 1550 р.), приближений Івана Грозного. 

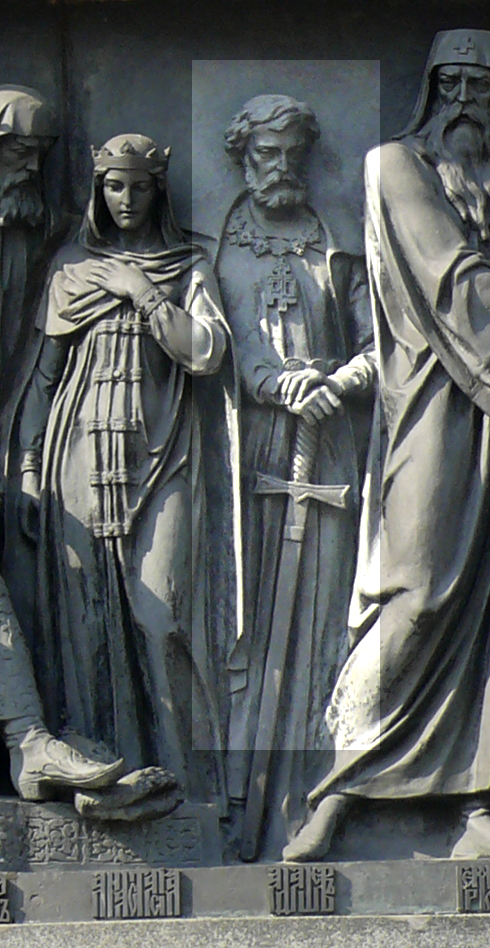
Скульптурне зображення О. Ф. Адашева на пам'ятнику "Тисячоліття Росії" у Великому Новгороді

Вперше згадується 3 лютого 1547 р. разом з братом Данилом на весіллі Івана Грозного і цариці Анастасії.
Працював в Чолобитному приказі. З 1549 р. входив до складу Вибраної ради (1549 – 1560 рр.). 
За дорученням Івана Грозного брав участь у низці воєнних кампаній та дипломатичних місій. У 1552 брав участь у штурмі Казані. У 1553 році він очолив похід проти волзьких татар. Двічі (у 1556-1558 та у 1560) брав участь у інфільтраційних війнах. Командир походу на Крим та Причорномор'я у 1559 році.
Брав участь у створенні Лицевого зводу (створений в 1540-1560-х роках, ймовірно у 1568–1576 рр.).
1560 р. потрапив в опалу царя. Був воєнначальником в Лівонії. В серпні 1560 р. за наказом царя був доправлений в Дерпт і взятий під варту, через два місяці помер від гарячки (за іншими даними, страчений).